# Прямий м'яз стегна
Прямий м'яз стегна (т. rectus femoris) - це найдовший м'яз з усіх частин чотириголового м'яза стегна, він має веретеноподібну форму і є двоперистим.
На початковому відділі м'яза розрізняють пряму головку (caput rectum) і повернену головку (caput reflexum).
Початок: від нижньої передньої клубової ості (пряма головка) і зовнішньої поверхні клубової кістки над кульшовою западиною (повернена головка). 
М'яз прямує зверху вниз попереду від кульшового суглоба, виходить на передню поверхню стегна, де переходить у загальний сухожилок чотириголового м'яза стегна.